# Frédéric Barbier (historiador)
Frédéric Barbier (27 de agosto de 1952 – 28 de maio de 2023) foi um historiador francês que atuou em pesquisas relacionadas à História do Livro e à História das Bibliotecas. Autor de uma vasta bibliografia, sua tese de doutorado buscou comparar o mercado editorial alemão e francês do século XIX.
Analisando a obra de Barbier, a professora de jornalismo da USP Marisa Midori afirma que
“Seu conhecimento profundo da Europa e dos caminhos da Europa, somado ao seu espírito de camaradagem, me fazem pensar que Frédéric Barbier bem desempenhava o papel de um Erasmo de Roterdã, esse viajante erudito, amante dos livros e das bibliotecas, que palmilhou e conheceu em profundidade a sua velha Europa."

## Livros Publicados no Brasil
- BARBIER, Frédéric. A Europa de Gutenberg. O livro e a invenção da Modernidade Ocidental (séculos XIII-XVI). Trad. Gilson César Cardoso de Sousa. São Paulo: EDUSP, 2018;
- BARBIER, Frédéric. História das Bibliotecas. De Alexandria às bibliotecas virtuais. Trad. Regina Salgado Campos. São Paulo: EDUSP, 2019.